# Éclat(s) d'âme
Éclat(s) d'âme (しまなみ誰そ彼, Shimanami Tasogare) est un seinen manga écrit et dessiné par Yūki Kamatani, prépublié dans le magazine HiBana, puis dans le magazine Manga One après l'arrêt de publication d'HiBaNa depuis 11 décembre 2015 et publié par l'éditeur Shōgakukan en volumes reliés depuis 2016. La version française est éditée par Akata depuis 2 février 2018.
L'histoire tourne autour de Tasuku Kaname, un jeune lycéen japonais qui s'interroge sur sa sexualité après qu'un de ses camarades de classe a découvert une vidéo pornographique gay. Il rencontre alors, dans un club de discussion, d'autres personnes de la communauté LGBT et finit par s'accepter, bien qu'en restant incertain de comment agir au quotidien.
Malgré le fait qu'Éclat(s) d'âme n'ait pas été adapté en anime, le manga bénéficie d'une distribution internationale et d'un bon accueil critique.

## Trame

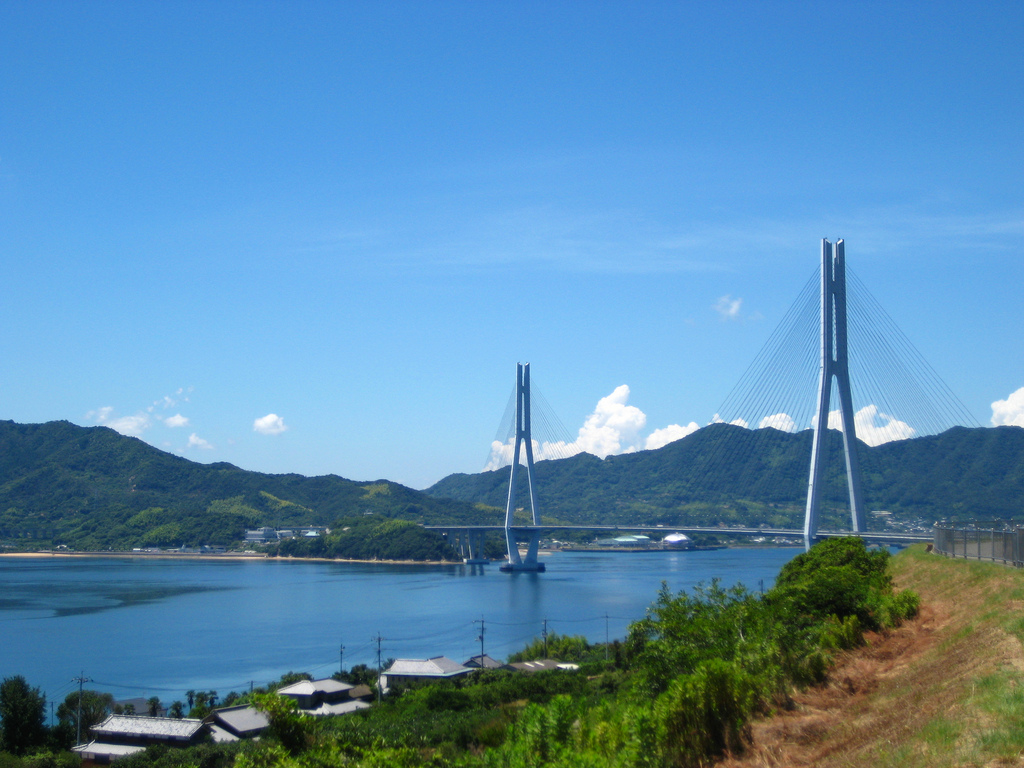
Pont de Shimanami, qui relie plusieurs îles au Japon à Onomichi, lieu de l'action du manga, et qui donne son nom original au manga.

### Univers
L'histoire d'Éclat(s) d'âme se déroule dans le monde réel, à Onomichi, une ville japonaise de la préfecture de Hiroshima, deux jours avant les vacances d'été. Près du pont de Shimanami, une route ayant le rôle de piste cyclable qui relie la région de Chûgoku aux îles de la mer inférieure, on retrouve un club de discussion, où plusieurs personnes de la communauté LGBT se retrouvent, afin de pouvoir vivre et discuter loin du regard de la société. Ce club rénove également des maisons abandonnées.

### Personnages
Tasuku Kaname (要介, Kaname Tasuku)
Il est le personnage principal de cette œuvre. Amateur de ping-pong et de surnaturel, il est arrivé au printemps à Onomichi avec son frère et ses parents. Sa vie bascule lorsque ses camarades découvrent une vidéo gay pornographique sur son téléphone. Alors qu'il fait une tentative de suicide, il change d'avis une fois qu'il fait la connaissance des membres du club de discussion. En plein questionnement sur son identité, il est amoureux de Tōma Tsubaki.
L'hôte (誰かさん, Dareka-san, litt. « Quelqu'un »)
C'est par cette fonction que se fait désigner la gérante du club de discussion de Shimanami. Personnage androgyne, elle est à l'écoute des membres du salon de discussion, leur permettant de se sentir plus à l'aise dans sa résidence associative. Presque mystique, elle apparaît sous la forme d'une silhouette à Tasuku avant sa tentative de suicide et le dissuade. Sous ses apparences lunaires, elle agit en mentor pour les personnes en marge de la société se retrouvant chez elle. Elle est asexuelle.
Tōma Tsubaki
Lycéen de 16 ans, il est membre du club de volley-ball du lycée ainsi que du club de santé, où il côtoie Tasuku. Amateur d'ichtyologie, il se rapproche de Tasuku via le biais du club de santé de son lycée.
Haruko Daichi (大地春子, Daichi Haruko)
Jeune femme fréquentant régulièrement le salon de discussion, elle est lesbienne et vit avec Saki, sa compagne rencontrée au salon. Elle et sa femme servent de modèle à Tasuku, étant le premier couple homosexuel rencontré par ce dernier, lui permettant de réaliser qu'une relation homosexuelle est possible.
Shuuji Misora
Jeune garçon de 12 ans visitant fréquemment le club de discussion. Il se travestit en fille, bien qu'étant incertain de ce qu'il souhaite. Élevé seul par sa mère et ses deux grandes sœurs, il s'éloigne du salon après une dispute avec Tasuku lors d'un festival d'été.
Natsuyoshi Utsumi (内海, Utsumi)
Homme transgenre, il se rend souvent au salon de discussion. C'est l'un des premiers à faciliter l'intégration de Tasuku au salon.
Monsieur Tchaïko (チャイコさん, Chaiko-san)
Vieil homme habitué du salon de discussion, c'est un passionné du musicien Tchaïkovski, d'où son surnom. Il joue le rôle de présence rassurante, rassurant souvent les membres du salon.

### Résumé
Alors qu'il est au lycée, les camarades du jeune Tasuku découvrent sur le téléphone portable de ce dernier du porno homosexuel. Bien qu'il prétexte une blague de son frère, ses camarades ne le croient pas et il subit des moqueries. Il décide alors de se jeter du haut du pont Shimanami, mais il remarque alors qu'une jeune femme menace elle aussi de se jeter dans le vide. Se précipitant pour l'en empêcher, il arrive alors dans un salon de discussion, safe-space pour personnes LGBT. Le lendemain, de retour au lycée, il est de nouveau la cible de railleries de la part de ses camarades. Tasuku craque alors et cours se réfugier au salon de discussion de la veille, n'ayant pas connaissance de la nature exacte de ses sentiments ou de comment réagir face à ses camarades. Après avoir explosé en pleurs, il passe la nuit au salon de discussion. Il y retourne le lendemain pour découvrir que les membres du salon de discussion appartiennent également à une association rénovant les maisons vacantes ou abandonnées. Il se rapproche alors de Daichi et de sa femme Saki, dont il envie l'aisance dans leur relation. À force de travailler dans la maison abandonnée et au contact des autres membres du salon de discussion, Tasuku arrive à confronter ses sentiments et à s'avouer son homosexualité, reconnaissant qu'il éprouve des sentiments pour Tōma Tsubaki, l'un de ses camarades de classe et membre de l'équipe de volley.
Tasuku fait également la connaissance de Misora, un écolier de 12 ans qui se travestit uniquement dans l'enceinte du club de discussion. Il se rapproche également de Tsubaki, via le club de santé. Lors du festival d'été, auquel il accompagne Misora qui sort habillé en femme pour la première fois. Il y retrouve également Tsubaki, venu profiter des feux d'artifice. À la suite d'une dispute avec Misora, Tsubaki soupçonne l'homosexualité de Tasuku, ce qui terrifie ce dernier, et Misora quitte le club de discussion.

## Manga

### Publication

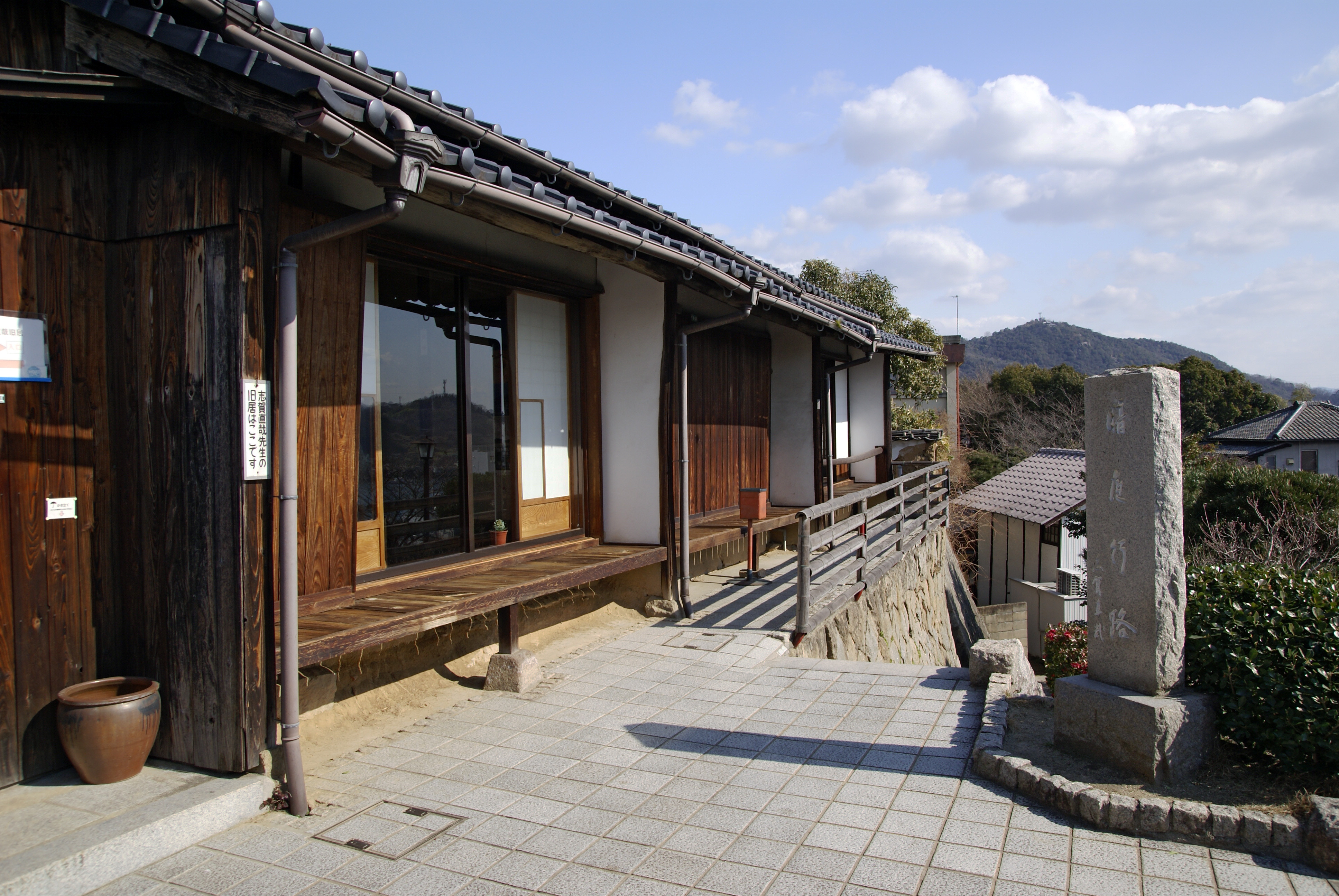
Bâtiment à Onomichi, semblable au salon de discussion fréquenté par Tasuku.

#### Au Japon
Éclat(s) d'âme est le deuxième manga de Yūki Kamatani publié en français, après son shōnen Nabari. La série terminée compte 23 chapitres et 4 volumes reliés au total, le dernier étant plus volumineux car contenant plus de chapitres,.
Le manga est prépublié dans un premier temps dans le magazine HiBaNa, avant d'être publié dans le Ura Sunday et dans Manga One,.
Le premier tankōbon sort au Japon le 11 décembre 2015 aux éditions Shōgakukan, le deuxième tome sort le 12 octobre 2016, alors que le troisième tome le 15 novembre 2017. Le quatrième est prévu pour le 19 juillet 2018.

#### En France
En France, c'est l'éditeur Akata, connu pour avoir édité un autre manga sur le thème LGBT, Le Mari de mon frère, qui édite Éclat(s) d'âme. La sortie du premier tome est fixée le 22 février 2018. Il est traduit par Aurélien Estranger,.
Pour la sortie du tome 2, Akata décide de verser 5 % des revenus engendrés par les ventes à l'association SOS homophobie, de sa date de sortie le 16 mai 2018 jusqu'au 30 septembre 2018,.

### Liste des volumes
| no | Japonais         | Japonais          | Français        | Français       |
| no | Date de sortie   | ISBN              | Date de sortie  | ISBN           |
| --- | ---------------- | ----------------- | --------------- | -------------- |
| 1 | 11 décembre 2015 | 978-4-09-187419-1 | 22 février 2018 | 978-2369742739 |
| Liste des chapitres : - Chapitre 1 - Chapitre 2 - Chapitre 3 - Chapitre 4 - Chapitre 5                                                     |                  |                   |                 |                |
| 2 | 12 octobre 2016  | 978-4-09-189276-8 | 16 mai 2018     | 978-2369743095 |
| Liste des chapitres : - Chapitre 6 - Chapitre 7 - Chapitre 8 - Chapitre 9 - Chapitre 10                                                    |                  |                   |                 |                |
| 3 | 15 novembre 2017 | 978-4-09-189276-8 | 23 août 2018    | 978-2369743187 |
| Liste des chapitres : - Chapitre 11 - Chapitre 12 - Chapitre 13 - Chapitre 14 - Chapitre 15                                                |                  |                   |                 |                |
| 4 | 19 juillet 2018  | 978-4-09-860040-3 | 6 décembre 2018 | 978-2369743293 |
| Liste des chapitres : - Chapitre 16 - Chapitre 17 - Chapitre 18 - Chapitre 19 - Chapitre 20 - Chapitre 21 - Chapitre 22 - Dernier Chapitre |                  |                   |                 |                |

## Analyse
Le manga a pour thème majeur l'acceptation de l'homosexualité et des membres de la communauté LGBT+ au sein de la société japonaise, thème cher à Yūki Kamatani qui a fait son coming-out asexuel et non-binaire. Le manga traite également du regard des autres et du harcèlement dont sont victimes les personnes LGBT+. L'auteur s'est servi de ses propres expériences adolescentes de rejet, de moqueries et d'interrogations sur son identité pour son manga. De plus, Yūki Kamatani est originaire de Hiroshima, comme le jeune Tasuku. Ce faisant, il est l'un des premiers auteurs transgenres à aborder de manière si sérieuse les questions LGBT+, sans partir dans les extrêmes ou abuser des stéréotypes.
Avant de mettre son héros face à la société, Yūki Kamatani le met d'abord face à lui-même, s'interrogeant face à ses malaises d'adolescent. Une fois l'acceptation du héros accomplie grâce aux rencontres au salon de discussion, il réfléchit encore sur la meilleure manière d'agir en société. Le thème de la peur du coming out et de l'acceptation de la société est également omniprésent durant toute l'œuvre, tout en essayant de délivrer un message de tolérance.
Le rôle de l'hôte est celui d'un mentor pour Tasuku et les autres membres du salon de discussion, tantôt chimérique et lunaire, disparaissant soudainement parfois, faisant se demander à Tasuku s'il ne l'a pas imaginée, tantôt grave, ouvrant sa porte aux personnes en marge. Version féminisée du garçon qu'aime Tasuku, elle sert de modèle d'acceptation.
L'aspect de renouveau est également mis en avant lors de la rénovation des maisons abandonnées. En effet, en détruisant ces maisons, les personnages peuvent ainsi mettre un terme à leur vie précédente, la détruisant, littéralement, avant de la remettre en ordre, symbolisé par la remise à neuf de la maison, déconstruire pour reconstruire. Si certains personnages comme Daichi ont déjà vécu ce processus et l'ont accepté, le lecteur suit ici Tasuku, en plein changement.
Chaque personnage a une personnalité propre, chacun au cours du manga fera des erreurs, des choix, bons comme mauvais. Aucun personnage n'est tout blanc ou tout noir, et les mauvais comportements ne sont pas vraiment dépeints comme gratuits ou par pure méchanceté, mais majoritairement comme une incompréhension de l'entourage.    
De plus l'homophobie ou les discriminations ne sont pas réellement explicites, mais plus complexes, ce sont des détails, des phrases, des regards ou des comportements qui instaurent une sorte de tension permanente pour Tasuku, qui interprète chaque réaction de chaque personne qu'il croise.    
Il faut également souligner la réalité que cherche à nous dévoiler l'auteur au travers de cette histoire. Les LGBT+ ne sont pas bien acceptés au Japon qui reste une société très conservatrice malgré le marché toujours plus grandissant de yaoi ou de yuri.

## Réception
Pour le journal français Le Monde, Éclat(s) d'âme est une « pépite, belle et subtile, sondant la psyché de Tasuku avec délicatesse ». Il juge également l'introspection du héros est parfaitement retranscrite par le dessin de Yūki Kamatani, via ses planches fragmentées, donnant ainsi des « éclats d'âme ». Le Monde vante également la manière dont est mis en avant le sentiment de submersion ressenti par le personnage, à travers des « paysages lumineux, contrastant avec le malaise du héros ». Il lui accorde la note maximale de 5 / 5. Pour Erica Friedman, ce manga est une étape cruciale dans la représentation de la communauté LGBT au Japon, ainsi qu'une lecture nécessaire. Shabana Gupta lui octroie la note de 8 / 10, appréciant notamment la sobriété et le réalisme dont fait preuve le manga, mais également le symbolisme dont l'auteur fait preuve dans ses dessins.
Pour 9ème art, le héros est « terriblement attachant », et l'on ressent « parfaitement la tristesse du garçon, notamment lorsque le fragile cocon qu'il s'était formé s'est brisé ». Il lui donne également la note de 8 / 10. Le site spécialisé Manga Sanctuary vante « un scénario et un sujet parfaitement maîtrisé », des « personnages attachants » et les « émotions véhiculées, brisant autant le lecteur que le héros ».